# (No Pussyfooting)
(No Pussyfooting) (dt.: Keine Ausflüchte) ist ein von den Musikern Robert Fripp und Brian Eno im Jahr 1973 aufgenommenes Album, das im selben Jahr von Island Records, kurz vor der Veröffentlichung von Enos Debütalbum Here Come the Warm Jets herausgegeben wurde. Das Album war das erste von drei Kollaborationen der Musiker und eines der ersten Alben im Bereich Ambient.

## Rezeption
(No Pussyfooting) wurde im November 1973 veröffentlicht und erreichte weder in den Vereinigten Staaten noch in England einen Platz in den Charts; das Album wurde zu Discountpreisen als musikalische Novität verkauft. Das Management von Eno war besorgt über mögliche Verwirrungen beim Publikum über die fast gleichzeitige Veröffentlichung des rockorientieren Debütalbums, Here Come the Warm Jets. In der Rockpresse fand das Album kaum Beachtung. Robert Christgau bewertete das Album 1975 mit einem B+. Er nannte das Album

“the most enjoyable pop electronics since Terry Riley's A Rainbow in Curved Air and that it was...more visionary and more romantic than James Taylor could dream of being.”

„den vergnüglichsten Elektronik-Pop seit Terry Rileys A Rainbow in Curved Air und dass es...visionärer und romantischer als James Taylor es sich träumen lassen könnte.“

Ted Mills bewertete das Album bei Allmusic mit viereinhalb von fünf Sternen, äußerte sich aber dennoch kritisch über das Album.

“With too many disconnected sounds sharing the space, some discordant, some melodic, the resulting work lacks form and structure. Eno and Fripp later refined the system on Evening Star and Eno's solo album Discreet Music.”

„Bei zu vielen unzusammenhängenden Sounds, die sich den Raum teilen, einige disharmonisch, einige melodisch, fehlt der daraus resultierenden Arbeit Form und Struktur. Eno und Fripp verfeinerten später das System auf Evening Star und auf Enos Soloalbum Discreet Music.“

## Titelliste
- Alle Songs wurden von Brian Eno und Robert Fripp geschrieben und komponiert.

1. The Heavenly Music Corporation – 20:55
2. Swastika Girls – 18:43

- Remasterte CD-Edition (2008)

Die remasterte Doppel-CD enthielt einige Variationen der Tracks:
1. The Heavenly Music Corporation (reversed) – 20:52
2. The Heavenly Music Corporation (half speed) – 41:49
3. Swastika Girls (reversed) – 18:54